# Dolittle
Dolittle es una película estadounidense de aventuras, comedia y fantasía dirigida por Stephen Gaghan y escrita por Gaghan y Thomas Shepherd. Se basa en el personaje Doctor Dolittle creado por Hugh Lofting, y se basa principalmente en Los viajes del doctor Dolittle, segundo libro con historias del personaje. Robert Downey Jr. interpreta al personaje protagonista. El reparto de la película incluye a Antonio Banderas, Michael Sheen y Jim Broadbent en papeles de acción en vivo; junto con un elenco de voces que incluye a John Cena, Marion Cotillard, Carmen Ejogo, Ralph Fiennes, Selena Gomez, Tom Holland, Rami Malek, Kumail Nanjiani, Craig Robinson, Octavia Spencer, Emma Thompson y Frances de la Tour
La película se estrenó el 17 de enero de 2020 y es distribuida por Universal Pictures, lo que la convierte en la primera película basada en Doctor Dolittle que no es distribuida por Walt Disney Studios Motion Pictures (bajo el sello 20th Century Studios). Fue una fracaso de taquilla, al recaudar menos del doble de los costos de producción.

## Argumento
En la Gran Bretaña de la era victoriana, el Dr. John Dolittle es un veterinario galés con la capacidad de comunicarse con los animales. Después de que su esposa Lily muere en el mar sin sobrevivir el camino, Dolittle se retira de la sociedad y solo atiende a los animales. Un día, un niño llamado Tommy Stubbins hiere accidentalmente a Kevin, la ardilla roja, y es llevada a Dolittle por Polinesia, la guacamaya. 
La reina Victoria envía a Lady Rose a convocar a Dolittle para que la cure de una enfermedad mortal. Él se niega, hasta que Poly lo convence de que debe comenzar a reconectarse con otros humanos.
Encuentra que la reina ha sido envenenada por belladona y la única cura es la fruta mágica del Edén. Aunque necesitarán obtener la ubicación del diario de Lily en Monteverde, Poly, Betsy la jirafa y Tutu el zorro ayudan a Tommy a unirse a la tripulación de Dolittle, que incluye a Kevin, los monos capuchinos Elliot y Elsie, Chee-Chee el gorila, Yoshi el oso polar, Plimpton el avestruz y Dab-Dab el pato. Navegan en busca de la cura, mientras evaden al rival de toda la vida de Dolittle, el Dr. Blair Müdfly. Dolittle deja a su perro Jip y a un insecto palo llamado Styx protegiendo a la Reina mientras él viaja. El bote de Dolittle es atacado por Müdfly. Escapan enganchando una ballena jorobada, que tira del bote a un lugar seguro.
Continúan hacia Monteverde donde, al intentar robar las instrucciones de Lily para llegar al árbol frutal, Dolittle es detenido por el padre de Lily, el rey Rassouli, y encerrado en una jaula con Barry, un tigre malhumorado que busca la aprobación de su madre. Justo cuando parece que matarán a Dolittle, llega Chee-Chee e incapacita a Barry. Dolittle y Tommy escapan, pero pierden el diario a manos de Müdfly, que su nave. Rassouli le presta a Dolittle un bote para honrar a su hija. Siguiendo a Mudfly, Dolittle y compañía se encuentran con Ginko-Who-Soars, un dragón que guarda el árbol de la cura. Ginko ataca y se deshace de Mudfly, pero pronto el dragón se derrumba por un dolor intenso. Dolittle diagnostica y cura al dragón, quien agradecido le muestra el árbol a Dolittle. Dolittle regresa a tiempo para curar a la reina. Styx revela que Lord Thomas Badgley, uno de los hombres de la Reina, la envenenó para quedarse con la corona, y fue él quien ordenó a Mudfly que frustrara la búsqueda de Dolittle. La reina lo hace arrestar por traición, y agradece a Dolittle por salvarla. Finalmente Dolittle toma a Tommy como su aprendiz y vuelve a abrir su santuario.

## Reparto
- Robert Downey Jr. como el Dr. John Dolittle.
- Antonio Banderas como Rey Rassouli.
- Michael Sheen como Dr. Blair Müdfly.
- Harry Collett como Tommy Stubbins.
- Carmel Laniado como Lady Rose.
- Jim Broadbent como Lord Thomas Badgley.
- Jessie Buckley como la Reina Victoria.

### Voces
- Nick A. Fishern como mini un planeador del azúcar.
- John Cena como Yoshi, un oso polar.
- Marion Cotillard como Tutu, una zorra.
- Craig Robinson como Kevin, una ardilla.
- Carmen Ejogo como Regine, una leona.
- Ralph Fiennes como Barry, un tigre.
- Selena Gomez como Betsy, una jirafa.
- Tom Holland como Jip, un perro.[3][4]
- Rami Malek como Chee-Chee, un gorila.
- Kumail Nanjiani como Plimpton, un avestruz.
- Octavia Spencer como Dab-Dab, un pato.
- Emma Thompson como Polinesia, un loro.
- Tim Treloar como Humphrey, una ballena
- Frances de la Tour como Ginko-Who-Soars, un dragón.

## Producción
El 20 de marzo de 2017, se anunció que Robert Downey Jr. protagonizaría la adaptación de la película The Voyages of Doctor Dolittle. En diciembre de 2017, Harry Collett y Jim Broadbent fueron contratados. En febrero de 2018, Antonio Banderas y Michael Sheen fueron elegidos para papeles de acción en vivo, mientras que Tom Holland, Emma Thompson, Ralph Fiennes y Selena Gomez fueron elegidos para interpretar a los animales en la película. En marzo de 2018, Kumail Nanjiani, Octavia Spencer, John Cena, Rami Malek, Craig Robinson, Marion Cotillard, Frances de la Tour y Carmen Ejogo se unieron al reparto de voces.
La producción principal comenzó a mediados de febrero de 2018. Las escenas de acción en vivo comenzaron a filmarse en Kirkby Lonsdale, Cumbria, en mayo de 2018, y se filmaron en South Forest, Windsor Great Park y en el puente colgante de Menai en el noroeste de Gales, en junio de 2018. 

## Estreno
La película se estrenó el 17 de enero de 2020 por Universal Pictures. Inicialmente estaba programado para ser estrenada el 12 de abril de 2019. Sin embargo, la película se retrasó hasta el 24 de mayo de 2019. Posteriormente, fue atrasada nuevamente hasta su fecha de estreno actual para evitar la competencia con Star Wars: Episodio IX, que se retrasó hasta diciembre de 2019.

## Recepción crítica
Dolittle ha recibido críticas mayormente negativas por parte de la crítica especializada. En el agregador de revisiones Rotten Tomatoes la película posee un 15 % de aprobación con base en 242 reseñas, lo que le asigna un puntaje promedio de 4/10. El consenso crítico dictó: "Dolittle puede ser suficiente para entretener a los espectadores muy jóvenes, pero ellos se merecen algo mejor que la historia desordenada y el humor rancio de esta adaptación".
En el sitio web Metacritic la película posee un puntaje de 27 sobre 100 con base en 43 reseñas, indicando "reseñas generalmente desfavorables".